# Balázs Korányi
Dans le nom hongrois Korányi Balázs, le nom de famille précède le prénom, mais cet article utilise l’ordre habituel en français Balázs Korányi, où le prénom précède le nom.
Balázs Korányi (né le 30 mai 1974 à Budapest) est un athlète hongrois, spécialiste du 800 mètres.

## Biographie
En 2000, Balázs Korányi se classe 3e sur 800 mètres aux championnats d'Europe en salle, derrière le Russe Yuriy Borzakovskiy et l'Allemand Nils Schumann.
Au niveau national, il remporte les championnats de Hongrie en plein air de 1998 à 2000, et en salle en 1999 et 2000.

### Palmarès
| Date | Compétition                    | Lieu     | Résultat | Performance   |
| ---- | ------------------------------ | -------- | -------- | ------------- |
| 1998 | Championnats d'Europe          | Budapest | 5e       | 1 min 45 s 78 |
| 1999 | Championnats du monde en salle | Maebashi | 4e       | 1 min 46 s 47 |
| 2000 | Championnats d'Europe en salle | Gand     | 3e       | 1 min 48 s 42 |

### Records
| Épreuve    | Épreuve      | Performance   | Lieu     | Date           |
| ---------- | ------------ | ------------- | -------- | -------------- |
| 800 mètres | En plein air | 1 min 45 s 39 | Rome     | 7 juillet 1999 |
| 800 mètres | En salle     | 1 min 46 s 47 | Maebashi | 7 mars 1999    |